# Duende (rayo)

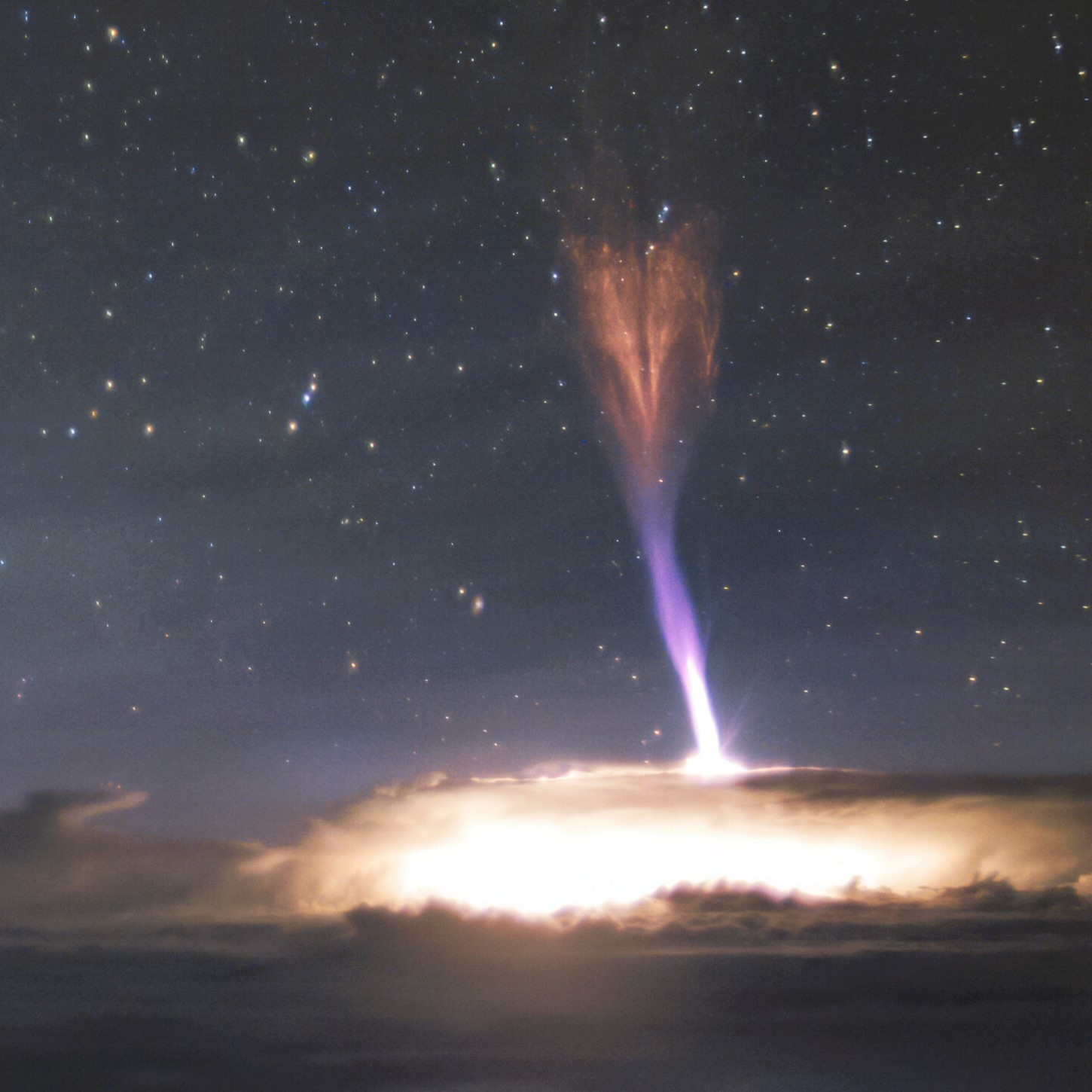
Fotografía de un rayo que produce un duende rojo.

Duende es una descarga eléctrica que se produce por encima de las nubes llegando incluso hasta la estratosfera. Informes de su existencia se remontan al menos a 1886. Los duendes se habían anunciado en la teoría por el premio Nobel de Física Charles Wilson en 1925, pero su existencia siempre había estado en duda hasta que fueron grabados fortuitamente como primera evidencia visual el 6 de julio de 1989 por el físico John R. Winkler y su grupo de científicos de la Universidad de Minnesota. Posteriormente, han sido capturados en grabaciones de vídeo miles de veces.
Tras su descubrimiento, se han estudiado este tipo de formaciones para ver si pueden producir accidentes en las naves espaciales, e incluso se les ha atribuido algún accidente en globos aerostáticos.
Ante tanta incertidumbre de sus características, fueron denominados al principio con muy diferentes y largos nombres que intentaban explicar su procedencia aún incierta. Fue en 1993 cuando el investigador Dr. Dave Sentman de la Universidad de Alaska los trató como entes misteriosos al no conocerse como se originaban y consideró que tenían formas fantasmales, denominándolos "duendes" en honor a la obra El sueño de una noche de verano, de William Shakespeare. Esta graciosa denominación fue aceptada por la comunidad de científicos y periodistas.
Es un fenómeno de la naturaleza que todavía no se ha podido explicar. Nunca se sabe cuándo van a aparecer por encima de una tormenta ni porque se producen en algunas ocasiones tantas veces y en otras ninguno. Pueden llegar a tener decenas de kilómetros de diámetro.

## Tipos de duendes
Gracias a la tecnología se han ido conociendo y clasificando cada día más tipos de destellos de luz producidos por encima de las nubes. Los duendes son los más comunes. 
Existen diferentes formaciones de duendes según sus figuras como son los  duendes rojos, "duendes columniformes", "duendes huesito de la suerte", "duendes fuegos artificiales" y los llamados "elfos verdes", "chorros azules", "gnomos", "hadas" y "trolls".

## Chorros
Los chorros no están relacionados con relámpagos que se producen desde una nube a la tierra como los duendes. Son más brillantes que éstos y a pesar de ser avistados por los pilotos de avión hace tiempo no fueron documentados hasta 1994. Tienen un tono azulado y se piensa que es debido a moléculas ionizadas de nitrógeno. Existen dos variantes conocidas, los "blue starters" más brillantes pero solo alcanzan 20 kilómetros y los chorros gigantescos (gigantic jets), documentados en el 2002, produciéndose en tormentas oceánicas.